# Formule Renault 3.5 Series 2012
Het Formule Renault 3.5 Series-seizoen 2012 is het vijftiende Formule Renault 3.5 Series-seizoen en het achtste onder deze naam. Het seizoen bestaat uit 17 races, verdeeld over 9 ronden. Regerend kampioen Robert Wickens is overgestapt naar de DTM en verdedigde zijn titel niet.

## Teams en coureurs
| Team                       | Nr. | Coureur                | Ronden |
| -------------------------- | --- | ---------------------- | ------ |
| Carlin                     | 1   | Kevin Magnussen        | Alle   |
| Carlin                     | 2   | Will Stevens           | Alle   |
| Fortec Motorsports         | 3   | Carlos Huertas         | Alle   |
| Fortec Motorsports         | 4   | Robin Frijns           | Alle   |
| ISR                        | 5   | Sam Bird               | Alle   |
| ISR                        | 6   | Jake Rosenzweig        | Alle   |
| Tech 1 Racing              | 7   | Kevin Korjus           | 1-6    |
| Tech 1 Racing              | 7   | Daniel Abt             | 7-9    |
| Tech 1 Racing              | 8   | Jules Bianchi          | Alle   |
| P1 Motorsport              | 9   | Walter Grubmüller      | Alle   |
| P1 Motorsport              | 10  | Daniil Move            | Alle   |
| Lotus                      | 11  | Richie Stanaway        | 1-3    |
| Lotus                      | 11  | César Ramos            | 4-5    |
| Lotus                      | 11  | Nigel Melker           | 6      |
| Lotus                      | 11  | Kevin Korjus           | 7-9    |
| Lotus                      | 12  | Marco Sørensen         | Alle   |
| BVM Target                 | 15  | Giovanni Venturini     | 1-4    |
| BVM Target                 | 15  | Sergej Sirotkin        | 5      |
| BVM Target                 | 15  | Daniel Zampieri        | 6      |
| BVM Target                 | 15  | Tamás Pál Kiss         | 7, 9   |
| BVM Target                 | 15  | Davide Rigon           | 8      |
| BVM Target                 | 16  | Nikolay Martsenko      | Alle   |
| Team RFR                   | 17  | Michail Aljosjin       | Alle   |
| Team RFR                   | 18  | Anton Nebylitskiy      | 1-6    |
| Team RFR                   | 18  | Aaro Vainio            | 7-9    |
| Pons Racing                | 19  | Yann Cunha             | Alle   |
| Pons Racing                | 20  | Zoël Amberg            | Alle   |
| International Draco Racing | 21  | Nico Müller            | Alle   |
| International Draco Racing | 22  | André Negrão           | Alle   |
| Comtec Racing              | 23  | Vittorio Ghirelli      | Alle   |
| Comtec Racing              | 24  | Nick Yelloly           | Alle   |
| Arden Caterham             | 25  | Alexander Rossi        | Alle   |
| Arden Caterham             | 26  | Lewis Williamson       | 1-3    |
| Arden Caterham             | 26  | António Félix da Costa | 4-9    |
| DAMS                       | 27  | Lucas Foresti          | Alle   |
| DAMS                       | 28  | Arthur Pic             | Alle   |

### Rijders veranderingen
Van team veranderd
- Arthur Pic: Tech 1 Racing → DAMS
- Jake Rosenzweig: Mofaz Racing → ISR
- Alexander Rossi: Fortec Motorsports → Arden Caterham
- Lewis Williamson: ISR → Arden Caterham
- Nick Yelloly: Pons Racing → Comtec Racing

Nieuw/teruggekeerd in WSR
- Zoël Amberg: GP3 Series (ATECH CRS GP) → Pons Racing
- Jules Bianchi: GP2 Series (Lotus ART) → Tech 1 Racing
- Sam Bird: GP2 Series (iSport International) → ISR
- Yann Cunha: Britse Formule 3-kampioenschap (T-Sport) → Pons Racing
- Lucas Foresti: Britse Formule 3-kampioenschap (Fortec Motorsport) → DAMS
- Robin Frijns: Eurocup Formule Renault 2.0 (Koiranen Motorsport) → Fortec Motorsports
- Vittorio Ghirelli: GP3 Series (Jenzer Motorsport/Addax Team) → Comtec Racing
- Carlos Huertas: Britse Formule 3-kampioenschap (Carlin) → Fortec Motorsports
- Kevin Magnussen: Britse Formule 3-kampioenschap (Carlin) → Carlin
- Nikolay Martsenko: Duitse Formule 3-kampioenschap (Max Travin Racing Team) → BVM Target
- Nico Müller: GP3 Series (Jenzer Motorsport) → International Draco Racing
- Marco Sørensen: Duitse Formule 3-kampioenschap (Brandl Motorsport) → Lotus
- Richie Stanaway: Duitse Formule 3-kampioenschap (Van Amersfoort Racing) → Lotus
- Will Stevens: Eurocup Formule Renault 2.0 (Fortec Motorsport) → Carlin
- Giovanni Venturini: Auto GP (Griffitz Durango) → BVM Target

Uit de WSR
- Nathanaël Berthon: IST → GP2 Series (Racing Engineering)
- Sergio Canamasas: BVM-Target → GP2 Series (Venezuela GP Lazarus)
- Adam Carroll: P1 Motorsport → FIA GT1 (Belgian Audi Club Team WRT)
- Jan Charouz: Gravity-Charouz Racing → World Endurance Championship (ADR-Delta
- Albert Costa: EPIC Racing → Eurocup Mégane Trophy (Oregon Team)
- Chris van der Drift: Mofaz Racing → Auto GP (Manor MP Motorsport)
- Fairuz Fauzy: Mofaz Racing → ?
- Brendon Hartley: Gravity-Charouz Racing → Formule 1 (testrijder Mercedes GP)
- Michael Herck: Pons Racing → gestopt
- Daniël de Jong: Comtec Racing → Auto GP (Manor MP Motorsport)
- Marcos Martínez: Pons Racing → ?
- Daniel McKenzie: Comtec Racing → Formule 2 (MotorSport Vision)
- Nelson Panciatici: KMP Racing → World Endurance Championship (Signatech-Nissan)
- Sten Pentus: EPIC Racing → Auto GP (Virtuosi UK)
- Daniel Ricciardo: ISR → Formule 1 (Toro Rosso)
- Stéphane Richelmi: International DracoRacing → GP2 Series (Trident Racing)
- Filip Salaquarda: Pons Racing → FIA GT1 (AF Corse)
- Dominic Storey: Pons Racing → V8SuperTourer (John McIntyre Racing)
- Adrien Tambay: Pons Racing/International DracoRacing → DTM (Audi)
- Jean-Éric Vergne: Carlin → Formule 1 (Toro Rosso)
- Jean Karl Vernay: Pons Racing → Franse Porsche Carrera Cup (Sébastien Loeb Racing)
- Oliver Webb: Pons Racing → Indy Lights (Sam Schmidt Motorsports)
- Robert Wickens: Carlin → DTM (Mercedes-Benz)

Tijdens het seizoen
- Na de ronde op Silverstone werd de Est Kevin Korjus bij Tech 1 Racing vervangen door de Duitser Daniel Abt.
- Na de ronde op Spa-Francorchamps werd de geblesseerde Nieuw-Zeelander Richie Stanaway bij Lotus vervangen door César Ramos. Na de ronde op de Moscow Raceway werd hij vervangen door de Nederlander Nigel Melker. Melker wordt na de ronde op Silverstone vervangen door de Est Kevin Korjus.
- Na de ronde op de Nürburgring werd de Italiaan Giovanni Venturini bij BVM Target vervangen door de Rus Sergej Sirotkin. Na de ronde op de Moscow Raceway werd hij vervangen door de Italiaan Daniel Zampieri. Zampieri werd na de ronde op Silverstone vervangen door de Hongaar Tamás Pál Kiss, die de ronde in Le Castellet zijn zitje moet afstaan aan de Italiaan Davide Rigon.
- Na de ronde op Silverstone werd de Rus Anton Nebylitskiy bij Team RFR vervangen door de Fin Aaro Vainio.
- Na de ronde op Spa-Francorchamps werd de Brit Lewis Williamson bij Arden Caterham vervangen door de Portugees António Félix da Costa.

### Teams veranderingen
- Gravity-Charouz Racing heeft haar naam veranderd in Lotus.
- KMP Racing heeft haar naam veranderd in Team RFR.
- Mofaz Racing heeft het kampioenschap verlaten.
- EPIC Racing heeft zich wel ingeschreven voor het seizoen 2012, maar werd niet toegelaten tot het kampioenschap. Het team werd wel op een reservelijst gezet.
- Arden Caterham en DAMS werden de vervangers van de teams Mofaz Racing en EPIC Racing.

## Races
- Op 10 oktober 2012 werd de WSR-kalender van 2013 bekend. De ronde op de Moscow Raceway is nieuw, terwijl de ronde op het Autodromo Nazionale Monza is geschrapt. De kalender telt 17 races.

| Ronde | Ronde | Circuit              | Datum        | Pole Position    | Snelste ronde          | Winnend coureur        | Winnend team       |
| ----- | ----- | -------------------- | ------------ | ---------------- | ---------------------- | ---------------------- | ------------------ |
| 1     | R1    | Motorland Aragón     | 5 mei        | Arthur Pic       | Robin Frijns           | Nick Yelloly           | Comtec Racing      |
| 1     | R2    | Motorland Aragón     | 6 mei        | Arthur Pic       | Arthur Pic             | Robin Frijns           | Fortec Motorsports |
| 2     | 2     | Circuit de Monaco    | 27 mei       | Sam Bird         | Jules Bianchi          | Sam Bird               | ISR                |
| 3     | R1    | Spa-Francorchamps    | 2 juni       | Kevin Magnussen  | Jules Bianchi          | Marco Sørensen         | Lotus              |
| 3     | R2    | Spa-Francorchamps    | 3 juni       | Kevin Magnussen  | Jules Bianchi          | Kevin Magnussen        | Carlin             |
| 4     | R1    | Nürburgring          | 30 juni      | Jules Bianchi    | Jules Bianchi          | Jules Bianchi          | Tech 1 Racing      |
| 4     | R2    | Nürburgring          | 1 juli       | Robin Frijns     | Michail Aljosjin       | Nick Yelloly           | Comtec Racing      |
| 5     | R1    | Moscow Raceway       | 14 juli      | Robin Frijns     | Jules Bianchi          | Robin Frijns           | Fortec Motorsports |
| 5     | R2    | Moscow Raceway       | 15 juli      | Jules Bianchi    | Arthur Pic             | Arthur Pic             | DAMS               |
| 6     | R1    | Silverstone          | 25 augustus  | Kevin Magnussen  | António Félix da Costa | Jules Bianchi          | Tech 1 Racing      |
| 6     | R2    | Silverstone          | 26 augustus  | Jules Bianchi    | Jules Bianchi          | Sam Bird               | ISR                |
| 7     | R1    | Hungaroring          | 15 september | Robin Frijns     | Jules Bianchi          | Robin Frijns           | Fortec Motorsports |
| 7     | R2    | Hungaroring          | 16 september | Robin Frijns     | Alexander Rossi        | António Félix da Costa | Arden Caterham     |
| 8     | R1    | Circuit Paul Ricard  | 29 september | Nick Yelloly     | Alexander Rossi        | António Félix da Costa | Arden Caterham     |
| 8     | R2    | Circuit Paul Ricard  | 30 september | Jules Bianchi    | António Félix da Costa | Jules Bianchi          | Tech 1 Racing      |
| 9     | R1    | Circuit de Catalunya | 20 oktober   | Jules Bianchi    | Alexander Rossi        | António Félix da Costa | Arden Caterham     |
| 9     | R2    | Circuit de Catalunya | 21 oktober   | Michail Aljosjin | Alexander Rossi        | António Félix da Costa | Arden Caterham     |

## Kampioenschap

### Coureurs
| Pos | Coureur                | ARA | ARA | MON | SPA | SPA | NÜR | NÜR | MOS | MOS | SIL | SIL | HUN | HUN | LEC | LEC | ESP | ESP | Punten |
| --- | ---------------------- | --- | --- | --- | --- | --- | --- | --- | --- | --- | --- | --- | --- | --- | --- | --- | --- | --- | ------ |
| 1   | Robin Frijns           | 3   | 1   | DNF | 7   | 3   | 3   | 5   | 1   | 17  | 2   | 9   | 1   | 5   | 7   | 9   | 3   | 14  | 189    |
| 2   | Jules Bianchi          | DSQ | 13  | 2   | 2   | 17  | 1   | 12  | 2   | 7   | 1   | 3   | 3   | 9   | 4   | 1   | 7   | DNF | 185    |
| 3   | Sam Bird               | 9   | 2   | 1   | 3   | 5   | 8   | 4   | 3   | DNF | DNF | 1   | 10  | 4   | 10  | 3   | 2   | 7   | 179    |
| 4   | António Félix da Costa |     |     |     |     |     | 9   | 11  | 7   | 15  | 5   | 2   | 4   | 1   | 1   | 2   | 1   | 1   | 166    |
| 5   | Nick Yelloly           | 1   | 18  | 7   | 9   | 2   | DNF | 1   | 12  | 16  | 4   | 8   | 14  | 20  | 2   | 4   | 15  | 13  | 122    |
| 6   | Marco Sørensen         | 7   | DNF | 6   | 1   | 7   | 6   | 2   | 6   | DNF | DNF | 19  | 8   | 2   | 5   | 5   | 10  | DNF | 122    |
| 7   | Kevin Magnussen        | 2   | DNF | DNF | 21  | 1   | 5   | 8   | 16  | 10  | DNF | DNF | 2   | 23  | 6   | 24  | 5   | 4   | 106    |
| 8   | Arthur Pic             | DNF | 3   | 11  | 15  | DNF | 4   | DNF | 4   | 1   | DNF | 4   | 5   | 6   | DNF | 14  | 11  | 6   | 102    |
| 9   | Nico Müller            | DNF | DNF | 5   | 5   | 4   | 2   | DNF | 8   | DNF | DNF | 7   | 6   | DNF | 8   | 7   | 12  | 15  | 78     |
| 10  | Kevin Korjus           | DNF | 4   | 4   | DNS | 13  | 14  | DNF | 5   | 3   | DNF | 15  | 12  | 7   | 9   | 8   | 6   | 17  | 69     |
| 11  | Alexander Rossi        | DNF | 5   | 3   | 11  | DNF | 18  | 9   | 17  | 5   | DNF | 5   | 9   | 8   | 22  | 16  | 19  | 5   | 63     |
| 12  | Will Stevens           | 6   | 8   | 12  | 13  | 8   | 10  | 13  | 10  | 8   | DNF | 6   | 23  | 3   | 11  | 11  | 4   | 9   | 59     |
| 13  | Michail Aljosjin       | DNF | 11  | 8   | 4   | DNF | 13  | 6   | 14  | 9   | 11  | 17  | DNF | 19  | 12  | 17  | 9   | 2   | 46     |
| 14  | Walter Grubmüller      | 16  | DNF | 9   | 8   | 6   | 7   | 15  | DNF | 2   | 9   | DNF | 20  | 10  | 13  | 12  | 13  | 10  | 42     |
| 15  | André Negrão           | 8   | 10  | DNF | 12  | 12  | 19  | 3   | 13  | 4   | DNF | 16  | 15  | DNF | DNF | 22  | 14  | 8   | 36     |
| 16  | Carlos Huertas         | 4   | 12  | 10  | DNF | DNF | 23  | DNF | DNF | 6   | 6   | 11  | 7   | 12  | 15  | 15  | 18  | 18  | 35     |
| 17  | Daniil Move            | 17  | 7   | 15  | 14  | 14  | 15  | 7   | 9   | 11  | DNF | 14  | 17  | 15  | 3   | 25  | 21  | 16  | 29     |
| 18  | Aaro Vainio            |     |     |     |     |     |     |     |     |     |     |     | DNF | 18  | 16  | 6   | 8   | 3   | 27     |
| 19  | Nigel Melker           |     |     |     |     |     |     |     |     |     | 3   | DNF |     |     |     |     |     |     | 15     |
| 20  | Nikolay Martsenko      | 5   | 15  | 18  | 10  | 9   | 21  | DNF | DNF | 18  | DNF | 12  | DNF | 14  | 23  | 21  | 25  | 20  | 13     |
| 21  | Jake Rosenzweig        | DNF | DNF | DNF | 6   | 18  | 11  | 17  | DNF | 12  | DNF | 13  | 16  | 22  | 20  | 20  | 17  | 11  | 8      |
| 22  | Richie Stanaway        | DNF | 6   | DNF | NC  | DNF |     |     |     |     |     |     |     |     |     |     |     |     | 8      |
| 23  | Lucas Foresti          | 11  | DNF | 17  | DNF | DNF | DNF | 10  | 18  | 14  | 7   | 18  | 11  | 13  | 14  | 10  | DNF | DNF | 8      |
| 24  | Vittorio Ghirelli      | 12  | 17  | 16  | 20  | DNF | DNF | DNF | 11  | DNF | 8   | 10  | 21  | 17  | 17  | 23  | 20  | 19  | 5      |
| 25  | Giovanni Venturini     | DNF | 9   | DNF | 16  | 10  | 22  | 14  |     |     |     |     |     |     |     |     |     |     | 3      |
| 26  | Zoël Amberg            | 10  | 16  | 14  | 18  | DNF | 16  | 18  | 15  | 13  | DNF | DNF | 13  | 16  | 18  | DNF | 24  | 22  | 1      |
| 27  | Daniel Zampieri        |     |     |     |     |     |     |     |     |     | 10  | DNF |     |     |     |     |     |     | 0      |
| 28  | Tamás Pál Kiss         |     |     |     |     |     |     |     |     |     |     |     | 19  | 11  |     |     | 22  | 12  | 0      |
| 29  | Yann Cunha             | 15  | DNF | DNF | 17  | 11  | 17  | DNF | 19  | DNF | DNF | DNF | 22  | 21  | 21  | 19  | 23  | 21  | 0      |
| 30  | César Ramos            |     |     |     |     |     | 12  | DNF | DNF | DNF |     |     |     |     |     |     |     |     | 0      |
| 31  | Anton Nebylitskiy      | 13  | 14  | DNF | DNS | 15  | 20  | 16  | DNF | DNF | DNF | DNS |     |     |     |     |     |     | 0      |
| 32  | Lewis Williamson       | 14  | DNF | 13  | 19  | 16  |     |     |     |     |     |     |     |     |     |     |     |     | 0      |
| 33  | Davide Rigon           |     |     |     |     |     |     |     |     |     |     |     |     |     | 19  | 13  |     |     | 0      |
| 34  | Daniel Abt             |     |     |     |     |     |     |     |     |     |     |     | 18  | 24  | DNF | 18  | 16  | DNF | 0      |
| 35  | Sergej Sirotkin        |     |     |     |     |     |     |     | 20  | DNF |     |     |     |     |     |     |     |     | 0      |
| Pos | Coureur                | ARA | ARA | MON | SPA | SPA | NÜR | NÜR | MOS | MOS | SIL | SIL | HUN | HUN | LEC | LEC | ESP | ESP | Punten |

### Teams
| Pos | Team                       | No. | ARA | ARA | MON | SPA | SPA | NÜR | NÜR | MOS | MOS | SIL | SIL | HUN | HUN | LEC | LEC | ESP | ESP | Punten |
| --- | -------------------------- | --- | --- | --- | --- | --- | --- | --- | --- | --- | --- | --- | --- | --- | --- | --- | --- | --- | --- | ------ |
| 1   | Tech 1 Racing              | 7   | DNF | 4   | 4   | DNS | 13  | 14  | DNF | 5   | 3   | DNF | 15  | 18  | 24  | DNF | 18  | 16  | DNF | 234    |
| 1   | Tech 1 Racing              | 8   | DSQ | 13  | 2   | 2   | 17  | 1   | 12  | 2   | 7   | 1   | 3   | 3   | 9   | 4   | 1   | 7   | DNF | 234    |
| 2   | Arden Caterham             | 25  | DNF | 5   | 3   | 11  | DNF | 18  | 9   | 17  | 5   | DNF | 5   | 9   | 8   | 22  | 16  | 19  | 5   | 229    |
| 2   | Arden Caterham             | 26  | 14  | DNF | 13  | 19  | 16  | 9   | 11  | 7   | 15  | 5   | 2   | 4   | 1   | 1   | 2   | 1   | 1   | 229    |
| 3   | Fortec Motorsports         | 3   | 4   | 12  | 10  | DNF | DNF | 23  | DNF | DNF | 6   | 6   | 11  | 7   | 12  | 15  | 15  | 18  | 18  | 224    |
| 3   | Fortec Motorsports         | 4   | 3   | 1   | DNF | 7   | 3   | 3   | 5   | 1   | 17  | 2   | 9   | 1   | 5   | 7   | 9   | 3   | 14  | 224    |
| 4   | ISR                        | 5   | 9   | 2   | 1   | 3   | 5   | 8   | 4   | 3   | DNF | DNF | 1   | 10  | 4   | 10  | 3   | 2   | 7   | 187    |
| 4   | ISR                        | 6   | DNF | DNF | DNF | 6   | 18  | 11  | 17  | DNF | 12  | DNF | 13  | 16  | 22  | 20  | 20  | 17  | 11  | 187    |
| 5   | Carlin                     | 1   | 2   | DNF | DNF | 21  | 1   | 5   | 8   | 16  | 10  | DNF | DNF | 2   | 23  | 6   | 24  | 5   | 4   | 165    |
| 5   | Carlin                     | 2   | 6   | 8   | 12  | 13  | 8   | 10  | 13  | 10  | 8   | DNF | 6   | 23  | 3   | 11  | 11  | 4   | 9   | 165    |
| 6   | Lotus                      | 11  | DNF | 6   | DNF | NC  | DNF | 12  | DNF | DNF | DNF | 3   | DNF | 12  | 7   | 9   | 8   | 6   | 17  | 165    |
| 6   | Lotus                      | 12  | 7   | DNF | 6   | 1   | 7   | 6   | 2   | 6   | DNF | DNF | 19  | 8   | 2   | 5   | 5   | 10  | DNF | 165    |
| 7   | Comtec Racing              | 23  | 12  | 17  | 16  | 20  | DNF | DNF | DNF | 11  | DNF | 8   | 10  | 21  | 17  | 17  | 23  | 20  | 19  | 127    |
| 7   | Comtec Racing              | 24  | 1   | 18  | 7   | 9   | 2   | DNF | 1   | 12  | 16  | 4   | 8   | 14  | 20  | 2   | 4   | 15  | 13  | 127    |
| 8   | International Draco Racing | 21  | DNF | DNF | 5   | 5   | 4   | 2   | DNF | 8   | DNF | DNF | 7   | 6   | DNF | 8   | 7   | 12  | 15  | 114    |
| 8   | International Draco Racing | 22  | 8   | 10  | DNF | 12  | 12  | 19  | 3   | 13  | 4   | DNF | 16  | 15  | DNF | DNF | 22  | 14  | 8   | 114    |
| 9   | DAMS                       | 27  | 11  | DNF | 17  | DNF | DNF | DNF | 10  | 18  | 14  | 7   | 18  | 11  | 13  | 14  | 10  | DNF | DNF | 110    |
| 9   | DAMS                       | 28  | DNF | 3   | 11  | 15  | DNF | 4   | DNF | 4   | 1   | DNF | 4   | 5   | 6   | DNF | 14  | 11  | 6   | 110    |
| 10  | Team RFR                   | 17  | DNF | 11  | 8   | 4   | DNF | 13  | 6   | 14  | 9   | 11  | 17  | DNF | 19  | 12  | 17  | 9   | 2   | 73     |
| 10  | Team RFR                   | 18  | 13  | 14  | DNF | DNS | 15  | 20  | 16  | DNF | DNF | DNF | DNS | DNF | 18  | 16  | 6   | 8   | 3   | 73     |
| 11  | P1 Motorsport              | 9   | 16  | DNF | 9   | 8   | 6   | 7   | 15  | DNF | 2   | 9   | DNF | 20  | 10  | 13  | 12  | 13  | 10  | 71     |
| 11  | P1 Motorsport              | 10  | 17  | 7   | 15  | 14  | 14  | 15  | 7   | 9   | 11  | DNF | 14  | 17  | 15  | 3   | 25  | 21  | 16  | 71     |
| 12  | BVM Target                 | 15  | DNF | 9   | DNF | 16  | 10  | 22  | 14  | 20  | DNF | 10  | DNF | 19  | 11  | 19  | 13  | 22  | 12  | 17     |
| 12  | BVM Target                 | 16  | 5   | 15  | 18  | 10  | 9   | 21  | DNF | DNF | 18  | DNF | 12  | DNF | 14  | 23  | 21  | 25  | 20  | 17     |
| 13  | Pons Racing                | 19  | 15  | DNF | DNF | 17  | 11  | 17  | DNF | 19  | DNF | DNF | DNF | 22  | 21  | 21  | 19  | 23  | 21  | 1      |
| 13  | Pons Racing                | 20  | 10  | 16  | 14  | 18  | DNF | 16  | 18  | 15  | 13  | DNF | DNF | 13  | 16  | 18  | DNF | 24  | 22  | 1      |
| Pos | Team                       | No. | ARA | ARA | MON | SPA | SPA | NÜR | NÜR | MOS | MOS | SIL | SIL | HUN | HUN | LEC | LEC | ESP | ESP | Punten |

- Coureurs vertrekkend van pole-position zijn vetgedrukt.
- Coureurs met de snelste raceronde in cursief.

1998 · 1999 · 2000 · 2001 · 2002 · 2003 · 2004 · 2005 · 2006 · 2007 · 2008 · 2009 · 2010 · 2011 · 2012 · 2013 · 2014 · 2015 · 2016 · 2017
Lijst van coureurs